# Osmanisch-Safawidischer Krieg (1623–1639)
Der Osmanisch-Safawidische Krieg von 1623 bis 1639 war der letzte einer Serie von militärischen Konflikten zwischen dem Osmanischen Reich und dem persischen Safawiden-Reich, bei dem es um die Vorherrschaft über Mesopotamien ging. 
Nach persischen Anfangserfolgen, mit der Besetzung Bagdads 1624 und weiter Teile des heutigen Iraks, verfestigten sich die Fronten, da die Perser nicht in der Lage waren, weiter in das osmanische Territorium einzudringen. Die Osmanen selbst waren durch Kriege in Europa abgelenkt und durch innere Aufstände geschwächt. Schließlich konnten die Osmanen Bagdad wieder zurückgewinnen. Die beiden Kriegsparteien unterzeichneten den Friedensvertrag von Qasr-e Schirin, der den Krieg zu Gunsten des Osmanischen Reichs beendete, und diesem die Kontrolle über Mesopotamien zusicherte, die es erst nach dem Ersten Weltkrieg verlieren sollte.

## Hintergrund
Ab 1514, waren das Osmanische Reich und das Safawiden-Reich ein Jahrhundert lang in einem fast durchgehenden Krieg verwickelt, der sich um die Herrschaft des Kaukasus und Mesopotamiens drehte. Die zwei Reiche waren die mächtigsten des Nahen Ostens. Diese Rivalität wurde besonders durch die konfessionellen Differenzen beider Reiche vertieft. Die Osmanen waren Sunniten, während die Safawiden Kizilbasch-Schiiten waren und von den Osmanen als Ketzer gesehen wurden.
Nachdem die Schlacht bei Tschaldiran den safawidischen Einfluss in Anatolien während des Krieges von 1532 bis 1555 beendet hatte, besetzten die Osmanen den arabischen Irak, indem sie Bagdad 1534 eroberten. Ihre Gewinne konnten sie mit dem Friedensvertrag von Amasya im Jahr 1555 erfolgreich absichern. Der Frieden hielt zwei Jahrzehnte an, bevor ein weiterer Krieg 1578 ausbrach. Dieser wurde durch den Vertrag von Konstantinopel im Jahre 1590 mit einem klaren Sieg für die Osmanen beendet. Diese besetzten Georgien, Jerewan und selbst die frühere safawidische Hauptstadt Täbris. Die Safawiden wurden dazu noch stark durch Angriffe der usbekischen Schaibaniden im persischen Chorasan bedrängt, was den Osmanen zusätzlich nutzte.
Der neue persische Schah, Abbas I., organisierte seine Armee um, indem er die neue Ghulam Infanterie aufstockte, damit diese mit den osmanischen Janitscharen mithalten konnten. Er griff 1603 an, schlug die Osmanen und konnte Täbris, Aserbaidschan und Georgien zurückzugewinnen. 1605 vertrieb er die Osmanen aus Basra und dem südlichen Kurdistan. 1618 konnte er eine Angriff einer Allianz der Osmanen und dem Khanat der Krim abwehren. Die Osmanen wurden durch die Kriege mit Habsburg in Europa abgelenkt und waren dadurch nicht in der Lage, effektiv Widerstand zu leisten.  Angetrieben von diesem Erfolg und von internen Tumulten im osmanischen Reich, welche in der Ermordung von Sultan Osman II. resultierten, war Abbas fest entschlossen, den Irak zurückzugewinnen.

## Kriegsverlauf

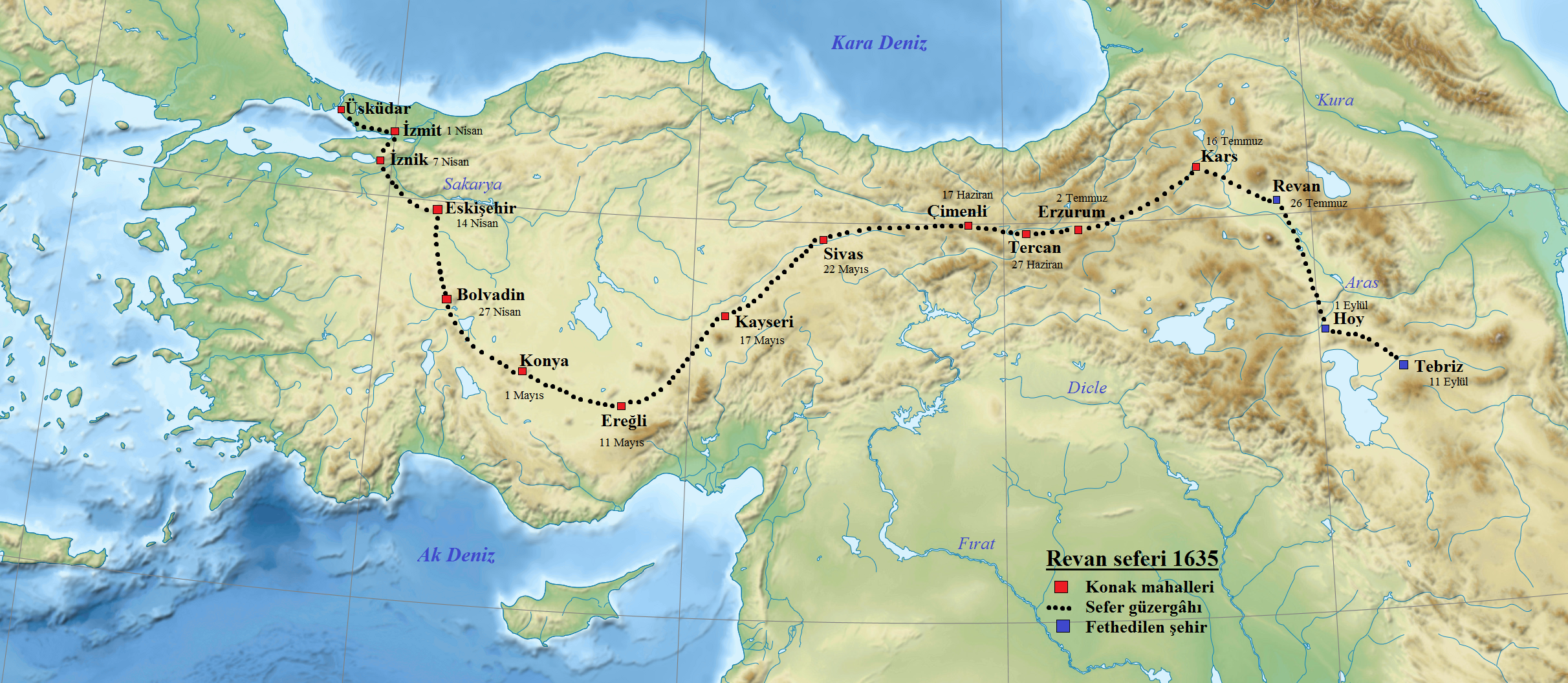
Osmanischer Feldzug gegen Revan (Eriwan) und Täbris.

Die Chancen des Schahs stiegen durch eine Serie von Aufständen im osmanischen Reich, wie die des Gouverneurs von Erzurum namens Abaza Mehmed Pascha. Bagdad selbst war seit 1621 in den Händen des Offiziers der Janitscharen, dem Subaşı (Hauptmann der Stadttruppe) Bakr und seinen Anhängern war. Bakr suchte als Pascha Anerkennung von der hohen Pforte zu erhalten, aber der Sultan beauftragte Hafız Ahmed Pascha, den Gouverneur von Diyarbakır, damit gegen Bakr vorzugehen. Bakr wendete sich an Abbas I., der ihm Truppen zur Hilfe sendete. Um eine persische Besetzung Bagdads zu verhindern, stellte Hafiz Ahmed Pascha unverzüglich die Beziehung mit Bakr wieder her und stellte so dessen Loyalität sicher. Die persischen Truppen belagerten Bagdad und nahmen es am 14. Januar 1624 mit der Hilfe von Bakrs Sohn Muhammad ein. Dem Fall der Stadt folgte ein Massaker an großen Teilen der sunnitischen Bevölkerung, denn der Schah war bemüht Bagdad zu einer rein schiitischen Stadt zu machen.
Der Fall von Bagdad war ein großer Schicksalsschlag für das osmanische Ansehen. Osmanische Garnisonen und örtliche Einheimische liefen zu den Persern über. Die Perser begannen bald große Teile des Iraks einzunehmen, u. a. Städte wie Kirkuk und Mossul und die schiitischen heiligen Schreine von Nadschaf und Kerbela, welche der Schah persönlich besichtigte. Im Jahre 1625 marschierte Hafiz Ahmed Pascha, mittlerweile zum Großwesir aufgestiegen, Richtung Bagdad. Obwohl der Schah die Taktik der verbrannten Erde verfolgte, erreichte die osmanische Armee Bagdad und belagerte es im November von drei Seiten. Die osmanischen Angriffe auf die Stadt überwanden die äußeren Befestigungsanlagen, aber sie scheiterten, die Stadt vor Ankunft der Entsatzarmee von Schah Abbas einzunehmen. Die Osmanen zogen sich anschließend in ihren Stützpunkt zurück. Abbas versuchte nun, die Versorgungslinien der Osmanen zu kappen. Diese Strategie zahlte sich aus, und die Osmanen sahen sich dazu gezwungen, die Perser anzugreifen, was zu großen Verlusten führte. Am 4. Juli 1626 zog sich die osmanische Armee nach Mossul zurück.
Im Jahr 1629 schlossen die Osmanen unter dem neuen Großwesir Khüsrev Pascha Frieden mit Habsburg und sammelten ihre Streitkräfte für eine neue Offensive. Ein harter Winter mit vielen Überflutungen machte eine Invasion des Iraks unmöglich, daher lenkte Khüsrev Pascha seine Armee nach Osten gegen das persische Kernreich. Am 4. Mai 1630 verwickelte er die Perser in eine Schlacht in der Nähe von Kermānschāh und plünderte Hamadan. Khüsrev Pascha schwenkte von dort nach Bagdad um und belagerte die Stadt im November. Jedoch musste er die Belagerung bald schon aufgeben, da ein weiterer harter Winter seine Kommunikationswege bedrohte. Gefolgt von seinem Rückzug erlangten die Perser wieder die Kontrolle über Irak und unterdrückten die rebellische kurdische Bevölkerung. Es folgte eine Zeit mehrere Scharmützel ohne eine wesentliche Änderung der Lage. Schah Safi I. sandte eine Friedensdelegation zum osmanischen Hof, aber der Großwesir, Tabanivassi Mehmed Pascha, wies das Angebot zurück. 1633 brach im Kaukasus eine Revolte aus als König Teimuraz I. von Kartli und Kachetien die safawidische Vorherrschaft herausgefordert hatte. Teimuraz I. wurde schnell besiegt, konnte sich aber nach Imeretien in Sicherheit bringen. 1638 war er in der Lage, mit persischer Zustimmung wieder den Thron von Kachetien zu besteigen.
Um es seinen Vorfahren gleichzumachen, übernahm Sultan Murad IV. im Jahre 1635 selbst die Führung der osmanischen Armee. Er nahm am 8. August Jerewan ein und plünderte Täbris. Der siegreiche Sultan kehrte triumphreich nach Konstantinopel zurück, seine Siege waren jedoch nur von kurzer Dauer: im Herbst des nächsten Jahres eroberte Schah Safi Jerewan zurück und bezwang die osmanische Armee. Ein Friedensvorschlag seitens der Perser an die Osmanen wurde abgelehnt. Murad IV. stand Ende 1638 vor Bagdad und konnte nach einer 39-tägigen Belagerung im Dezember wieder die Kontrolle über die Stadt erringen. Friedensverhandlungen begannen kurze Zeit später.

## Auswirkungen
Der Vertrag von Qasr-e Schirin, der am 17. Mai 1639 abgeschlossen wurde, klärte die osmanisch-persische Grenze für die kommenden Jahrhunderte. Jerewan blieb weiterhin beim Persischen Reich und der Irak blieb osmanisch. Mesopotamien, welches seit den Achämenidenreich traditionell zu den wichtigsten Gebieten des persischen Reiches gehörte, war unwiderruflich verloren. Der Frieden schaffte einen Ausgleich zwischen den Mächten der Region. Abgesehen von späteren kleineren Konflikten und Änderungen ist die festgelegte Grenze heute immer noch dieselbe zwischen Iran, Irak und Türkei.